# 포항항
포항항(浦項港)은 경상북도 포항시의 항구이다. 1917년 지방항으로 지정되었고 이후 수산업 전진기지로 명성을 떨쳤다. 동빈내항을 중심으로 하였기 때문에 이 항구는 포항이 근대도시로 발돋움하게 된 계기로 작용하게 되었다.